# Cracolândia
Cracolândia (por derivação de crack, crack+lândia = terra do crack) é a denominação comum para uma população em situação de rua, composta, na sua maioria, por dependentes químicos e traficantes, geralmente de crack, que costuma ocupar uma determinada área no centro da cidade de São Paulo.
A Cracolândia se localiza nas imediações das Avenidas Duque de Caxias, Ipiranga, Rio Branco, Cásper Líbero, Rua Mauá, Estação Júlio Prestes, Alameda Dino Bueno e da Praça Princesa Isabel, uma área onde historicamente se desenvolveu intenso tráfico de drogas e prostituição. Fica mais propriamente situada na "Praça do Cachimbo" (esquina da Rua Helvetia com Alameda Cleveland) no bairro de Campos Elíseos, e coincide parcialmente com a região da Boca do Lixo e da Luz.
Em 2019, grande parte dos frequentadores da Cracolândia não eram oriundos do estado de São Paulo, com 34,5% sendo migrantes de outras unidades federativas do Brasil e 1% de outros países.

## Histórico

### Surgimento

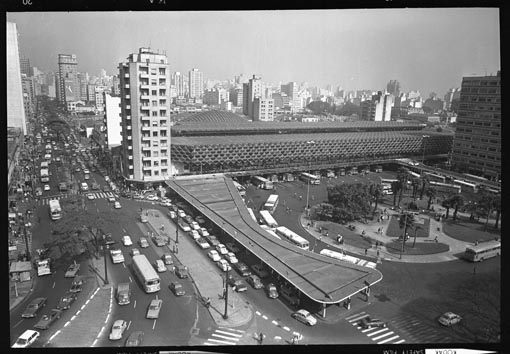
O antigo Terminal Rodoviário da Luz, ao fundo, e Praça Júlio Prestes, à frente

A Cracolândia surgiu a partir da década de 1990. O pesquisador Bruno Paes Manso relata dois motivos coincidentes que permitiram a formação da Cracolândia: o antigo Terminal Rodoviário da Luz já era um ponto de venda de drogas tradicional da cidade, um comércio acobertado por policiais civis locais, de modo que havia alta oferta dos produtos. A demanda veio de chacinas nas periferias de São Paulo, que forçaram os consumidores, chamados de "noias", a se exilarem no Centro, um ponto seguro.

### Tentativas de controle
A administração do prefeito José Serra, do PSDB, fechou bares e motéis ligados ao tráfico de drogas e à prostituição, retirou moradores de rua e aumentou o policiamento para inibir o consumo de drogas no local em 2005.[carece de fontes?] Centenas de imóveis foram declarados de utilidade pública, em uma área de 105 mil metros quadrados, e estão sendo desapropriados. O objetivo do programa é tornar a área atrativa a investimentos privados, abrindo espaços para empresas do setor imobiliário.[carece de fontes?]
Em 2007, a prefeitura de São Paulo, sob a administração de Gilberto Kassab do DEM, lançou um programa denominado Projeto Nova Luz para promover a reconfiguração e requalificação da área. Entre as medidas propostas, destaca-se  a renúncia fiscal referente ao Imposto sobre a Propriedade Predial e Territorial Urbana (IPTU) visando estimular a reformas de fachadas dos imóveis de valor venal inferior a 300 mil reais.
Críticos do programa, no entanto, assinalam o seu caráter higienista, destacando  que a recuperação de edifícios, praças, parques e avenidas não é acompanhada de ações voltadas aos grupos mais vulneráveis que vivem ou trabalham na área - que estão sendo sumariamente expulsos. Os sem-teto são retirados, o trabalho dos catadores de material reciclável é dificultado e os usuários e dependentes de crack (muitos dos quais crianças e adolescentes), impedidos de se reunir no local, são obrigados a perambular pelos bairros vizinhos, em bandos, sem rumo.

### Deslocamentos

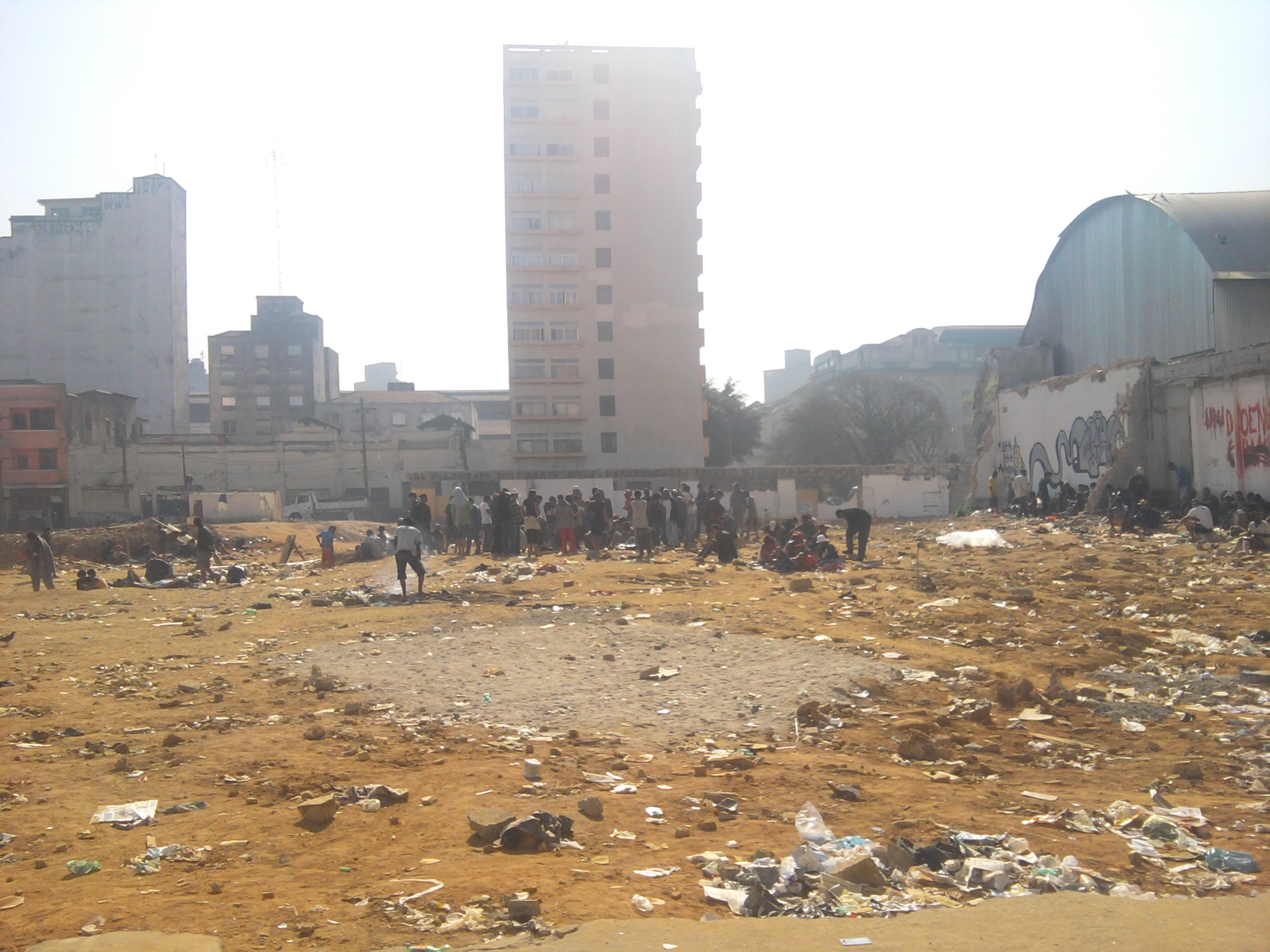
Viciados em crack reunidos no local do antigo Terminal Rodoviário da Luz, ao lado da Praça Júlio Prestes, em 2010

Ao longos dos anos, a Cracolândia passou por diversas migrações, com movimentos de dispersão ou concentração:
- Anos 1990: concentração entre a Rua dos Protestantes e Rua dos Gusmões, a sudeste da Praça Júlio Prestes (vizinha da área onde até 1982 funcionou a Rodoviária da Luz).[9]
- 1997: realização da primeira grande operação policial, "Tolerância Zero", promovendo dispersão.[9] Durante os próximos anos, os usuários ficaram dispersos na região ao sul da Praça Julio Prestes, entre as Avenidas São João, Duque de Caxias e Cásper Líbero.[10]
- Março de 2005: após a operação "Limpa", o território anterior é reduzido aproximadamente pela metade, com migração para leste da Avenida Rio Branco.[10]
- 2008: migração para região a oeste da Praça Julio Prestes, principalmente na área das Alamendas Dino Bueno, Cleveland, Glete e Rua Helvetia, e Praça Princesa Isabel.[9][10]
- 2012: ocorre a operação "Sufoco", dispersando os usuários.[9]
- 2013-2016: implementação do programa social "Braços Abertos", e fluxo retorna para abrangência semelhante a de 2008.[10]
- Maio de 2017: após demolições pela Prefeitura, usuários se dispersam para áreas vizinhas.[9]
- 2022: operação "Caronte" na Praça Princesa Isabel causa dispersão para diversas áreas vizinhas.[9]
- Agosto de 2023: concentração na Rua dos Gusmões.[9]

## Programas sociais

### Recomeço (2013)
O programa social batizado de Recomeço foi criado pelo Governo do Estado de São Paulo no ano de 2013, sob a administração de Geraldo Alckmin do PSDB, tendo durado até o ano seguinte, com um custo anual de cerca de 80 milhões de reais, correspondendo a um investimento por usuário atendido da ordem de R$ 1.350,00 por mês.

### Braços Abertos (2014-2017)
O programa social batizado de Braços Abertos foi criado pela Prefeitura de São Paulo sob a gestão Fernando Haddad no ano de 2014, tendo durado até 2017 e com um custo anual de cerca de 12 milhões de reais, correspondendo a um investimento por usuário atendido da ordem de R$ 1.350,00. Esse programa foi baseado na estratégia de redução de danos e reintegração do dependente à sociedade tirando ele da situação de morador de rua dando a possibilidade dele exercer atividade remunerada. Durante a sua vigência, os participantes do programa tinham garantidos moradia paga nos hotéis baratos da região central e trabalho na varrição de ruas, ganhando quinze reais diários. O programa teve bastante sucesso, reconhecimento nacional e internacional, não obstante seu fim efetivo em maio de 2017. Críticos ao programa alegaram, baseados em pesquisas de campo, que a prefeitura apenas doava dinheiro e espaço para que os drogados continuassem na região consumindo mais drogas e alimentando o tráfico. Não havia obrigação da contrapartida dos atendidos em realmente trabalharem em varrição para receber a "mesada" oficial. Cortiços e casebres se transformaram rapidamente em hotéis inscritos no programa sem ter qualquer fiscalização de instalações e nem mesmo alvará. A Polícia Militar do Estado de São Paulo reportou tráfico ligado a facções criminosas em praticamente todos os hotéis e pensões conveniados. O Ministério Público do Estado de São Paulo chegou a abrir um inquérito para apurar as denúncias de alimentação do crime organizado com dinheiro público.

### Redenção (2017)

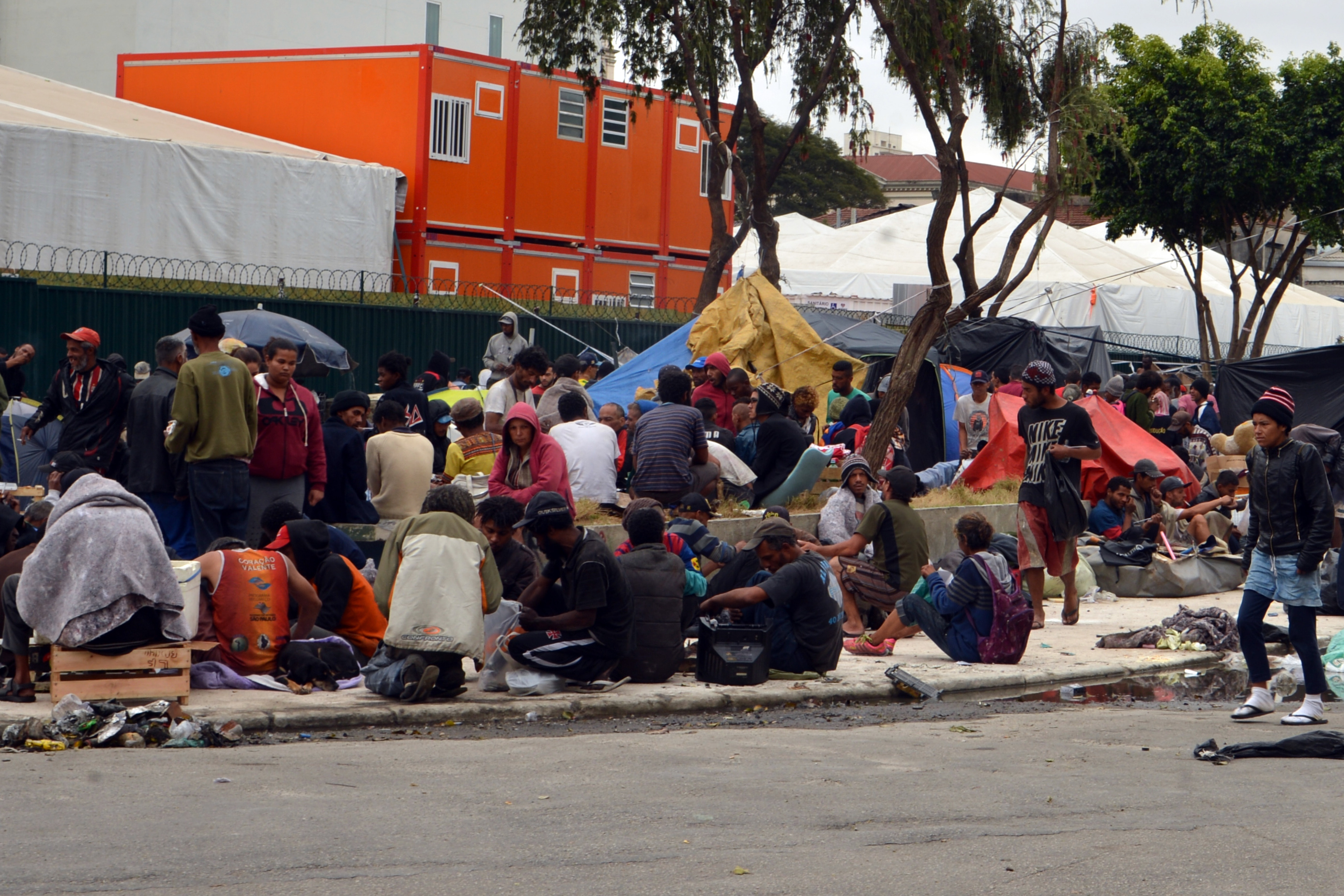
Usuários de drogas após dispersão, na praça do Cachimbo, em agosto de 2017

O programa social batizado de Redenção foi criado pela Prefeitura de São Paulo sob a gestão de João Dória do PSDB no ano de 2017. Seu início se deu em meio ao projeto do governo municipal de reurbanização do centro da capital paulista como uma intervenção policial de grande envergadura, a qual deslocou os dependentes da área antes ocupada e resultou na prisão de trinta e oito pessoas; sua implementação se deu na manhã do dia vinte e um de maio de 2017, ao mesmo tempo que acontecia, também no centro, o evento Virada Cultural e acabou por prejudicar acontecimentos previstos na sua programação. Com a deflagração do programa, o prefeito João Dória Jr. alegou que:
"Não volta mais, não volta mais. Pode afirmar, pode duvidar, mas pode ter certeza, enquanto eu for prefeito de São Paulo, a Cracolândia não vai mais existir. Ali, a partir de agora, é um espaço reconquistado pela cidade, pela cidadania e pelos habitantes que poderão circular com segurança."
Entretanto, tal declaração se mostrou açodada visto o desenrolar dos acontecimentos, dado que o resultado mais efetivo da ação policial foi a simples mudança de endereço da Cracolândia, inicialmente com sua pulverização nas adjacências para sua fixação na Praça Princesa Isabel, a algumas quadras do seu local original, na Rua Helvétia.
O programa previa inicialmente a internação compulsória dos dependentes químicos. A prefeitura pretendia que a internação não dependesse, caso a caso, do aval de um juiz após parecer médico, mas tão somente da avaliação médica. O Ministério Público do Estado de São Paulo (MP-SP) se manifestou contrário à medida, o que resultou numa disputa jurídica entre este e a Prefeitura de São Paulo, no qual a última saiu derrotada. Não obstante a batalha jurídica da prefeitura, o então responsável pelo programa, o médico psiquiatra Arthur Guerra, se posicionou contrariamente à internação forçada.
Em vista da forma como foi inicialmente implementado, o programa recebeu severas críticas por parte de setores organizados da sociedade, chegando ao ponto de ser tachado de 'barbárie' e mesmo de se tratar de uma 'caçada humana'. A própria secretária de direitos humanos da prefeitura paulistana demitiu-se por discordar do modo como o programa foi implementado. As possíveis críticas ao programa podem ser ainda maiores, dado que o programa foi iniciado sem estar regulamentado, o que equivale a dizer que ele foi posto em prática antes mesmo de estar pronto, apressada e improvisadamente, não estando sequer o secretário municipal de saúde, responsável direto pela assistência médica aos viciados em crack, a par do início das ações da prefeitura.

## Operações policiais de combate ao tráfico

### Operação Cracolândia (2012)
Em 3 de janeiro de 2012, a prefeitura de SP, sob a administração de Gilberto Kassab do PSD, iniciou uma operação de combate ao tráfico da região e ajuda aos usuários de crack, chamada de Operação Centro Legal. No final do mês, segundo a PM, a Cracolândia havia se espalhado por 27 bairros, como: Barra Funda, nos trilhos da CPTM, Higienópolis, Luz, Campos Elíseos, Santa Cecília, República e nas proximidades do Elevado, essas regiões foram chamadas pela mídia de "minicracolândias". Segundo relatório divulgado no dia 27 de janeiro pelo governo de São Paulo a partir do começo da operação 155 usuários foram encaminhados a instituições de recuperação (internações), 191 pessoas foram presas em flagrante, sendo apreendidas aproximadamente 63 toneladas de drogas, sendo 3 de crack.ª

### Operação Caronte (2021)
Foi iniciada pela Polícia Civil de São Paulo em 18 de junho de 2021, no âmbito da 1ª Delegacia Seccional da Capital, que abrange a região central da cidade. Foi idealizada pelo delegado Roberto Monteiro, então títular da delegacia. Segundo os dados da Polícia Civil, foram mais de 1 mil pessoas presas em quatro anos de atividades, das quais 196 líderes de quadrilhas de traficantes.. Entretanto, ao longo de quatro anos, chegou a ser alvo de questionamentos da Defensoria Pública de São Paulo, como no caso da sexta fase da operação, pela prisão de usuários de crack.

### Mudança para a praça Princesa Isabel (2022)

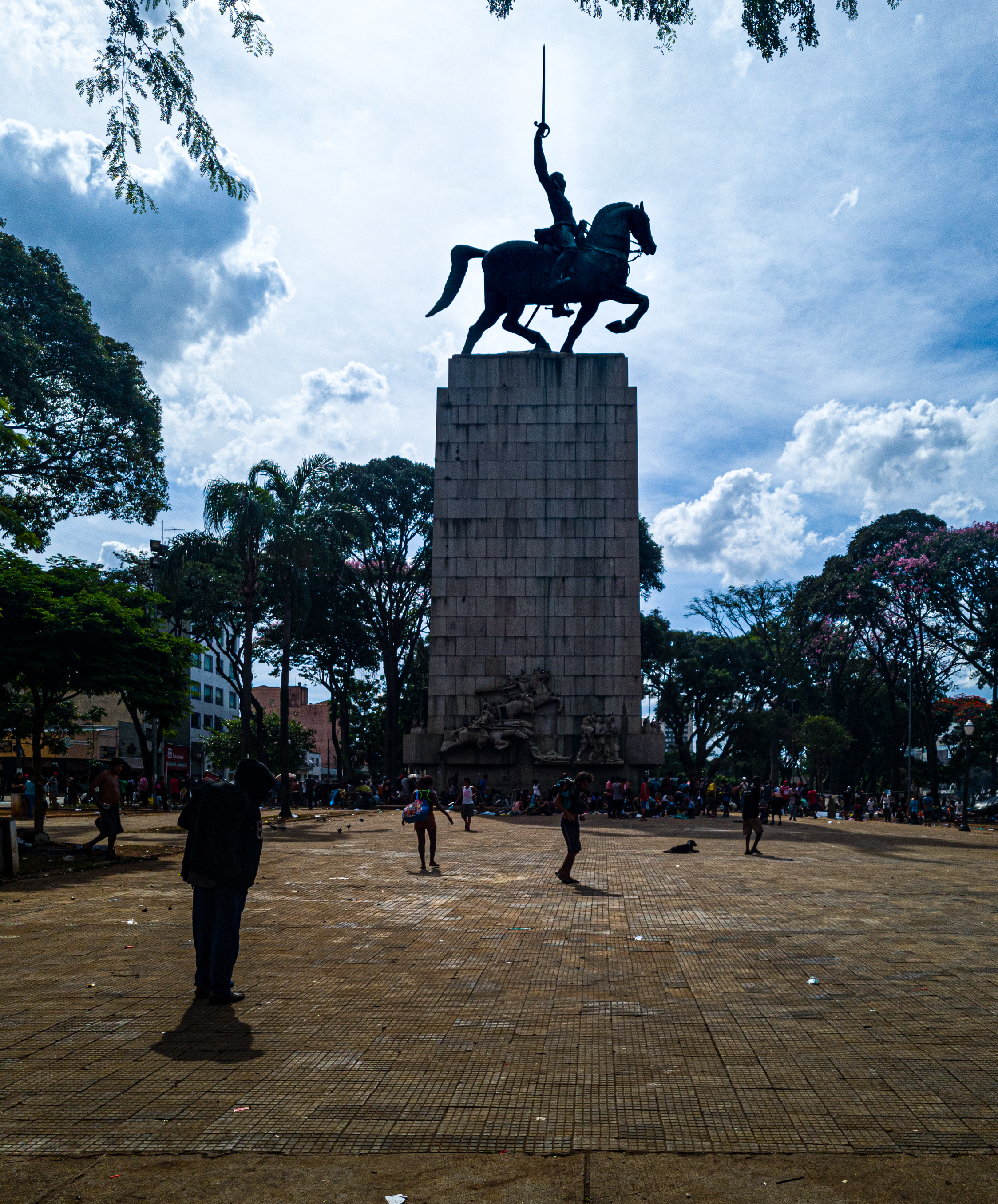
A Cracolândia esteve temporariamente localizada na Praça Princesa Isabel, primeiro em 2017 e em 2022, mas já foi dispersada do local

No dia 17 de março de 2022, houve uma dispersão dos usuários de drogas por São Paulo. A ação foi feita de maneira pacífica e foi comemorada pelos moradores da rua Cleveland, que organizaram manifestações diárias para impedir a volta dos usuários. De acordo com os usuários, a dispersão ocorreu por ordem do PCC e para evitar a Inspetoria Regional de Operações Especiais da Guarda Civil Metropolitana, que realiza ações violentas ao menos duas vezes por dia para viabilizar a coleta de lixo. De acordo com a Polícia Civil, o movimento do crime organizado se deu por causa das ações policiais (como a Operação Conrad e a Operação Caronte) que até então resultaram em despejos nos hotéis da Cracolândia e 91 presos, incluindo traficantes como a Gatinha da Cracolândia e a Abelha Rainha. Após as operações, houve uma baixa do fluxo de usuários (entre 40% e 60%) devido às apreensões feitas em todos os níveis do tráfico, dificultando o acesso às drogas. A dispersão ocorreu perto da inauguração do hospital estadual Pérola Byington na alameda Glete e com o fim das obras de recapeamento na rua Cleveland. Um dia depois, o governador João Dória foi à Cracolândia para anunciar o edital para a escolha dos gestores do hospital. Havia boatos de uma operação policial por conta da construção. Ele já havia anunciado o fim da Cracolândia em 2017. 

Os usuários tentaram ocupar de lugares como largo do General Osório e a praça Júlio Mesquita, na Santa Efigênia, mas a Guarda Civil Metropolitana aumentou o efetivo para coibi-los. Alexis Vargas, o secretário-executivo municipal de Projetos Estratégicos, afirma que a Cracolândia ainda não acabou, mas foi uma vitória importante. Os usuários conseguiram se reestabelecer na praça Princesa Isabel. Não é a primeira vez que a praça é ocupada, em 2017 uma mega-operação com 900 agentes havia expulsado os traficantes. Imagens de drones da Prefeitura de São Paulo mostram que a ação estava sendo planejada a mais de um mês. De acordo com o delegado da 1ª Delegacia Seccional do Centro, Roberto Monteiro, ao menos um terço dos usuários ocuparam a praça e o restante continuou entre as avenidas Paulista e Doutor Arnaldo. O local está tomado por facções diferentes, e os moradores de rua que perderam a renda por causa da Covid-19 temem por sua segurança. O comércio nas redondezas também foi impactado. A prefeitura avalia que a situação dificulta a abordagem policial pois as ações precisarão ser mais chamativas, algo que o prefeito Ricardo Nunes queria evitar.